# Spheniopsis sculpturata
Spheniopsis sculpturata is een tweekleppigensoort uit de familie van de Spheniopsidae. De wetenschappelijke naam van de soort is voor het eerst geldig gepubliceerd in 2012 door Coan & Valentich-Scott.